# Dean Castle

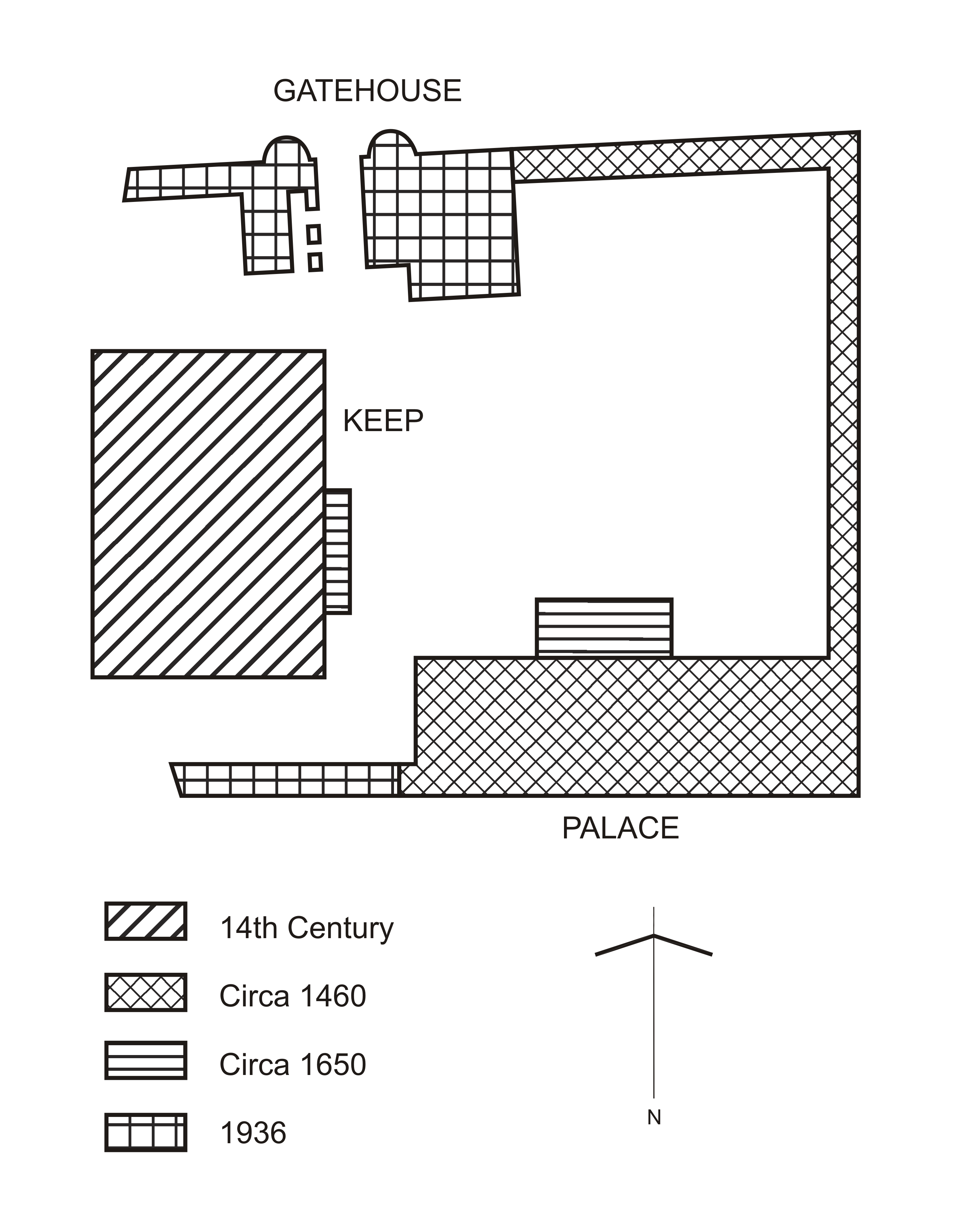
Grundriss von Dean Castle mit Jahreszahlen der Errichtung

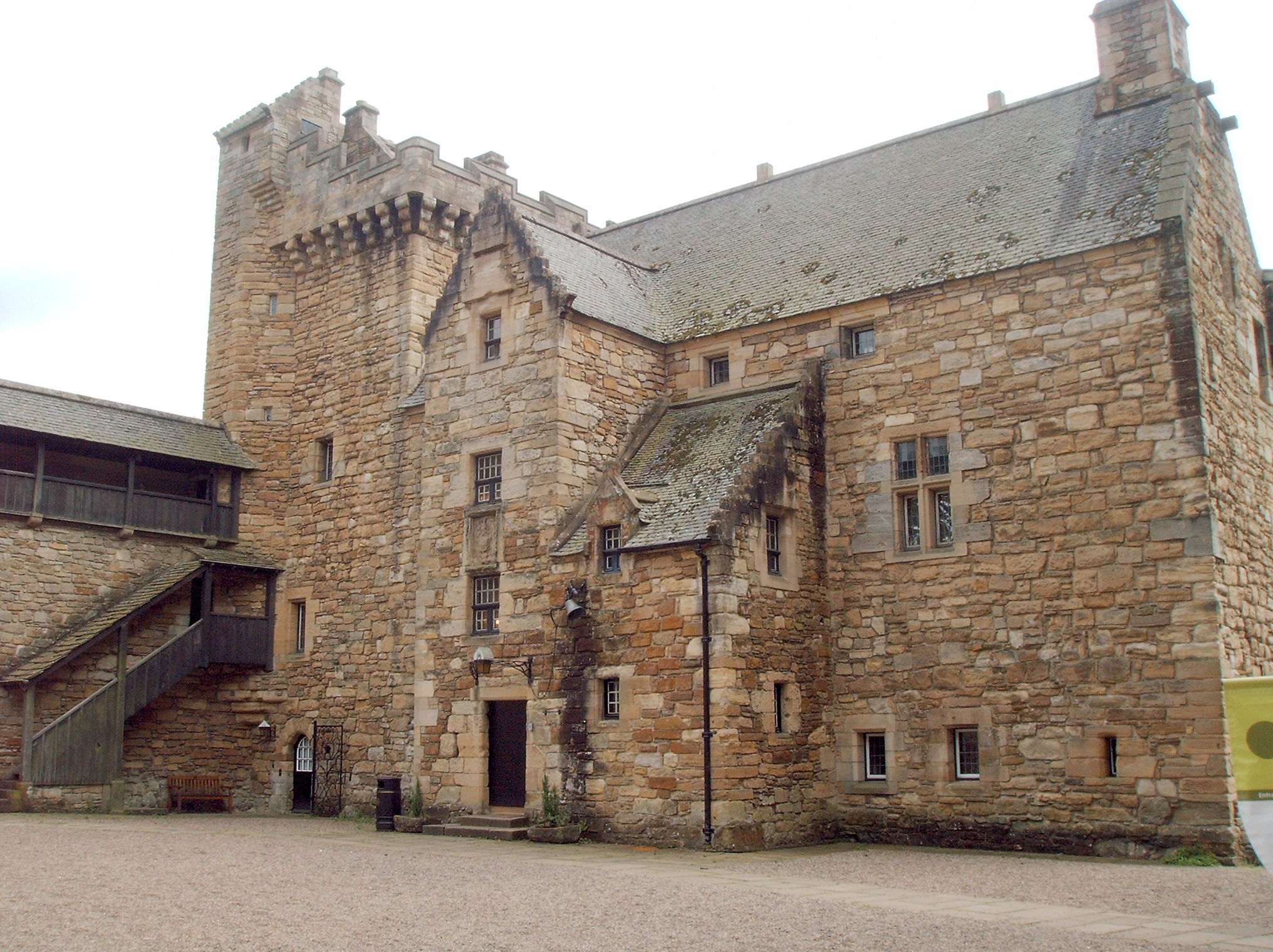
Der Palast

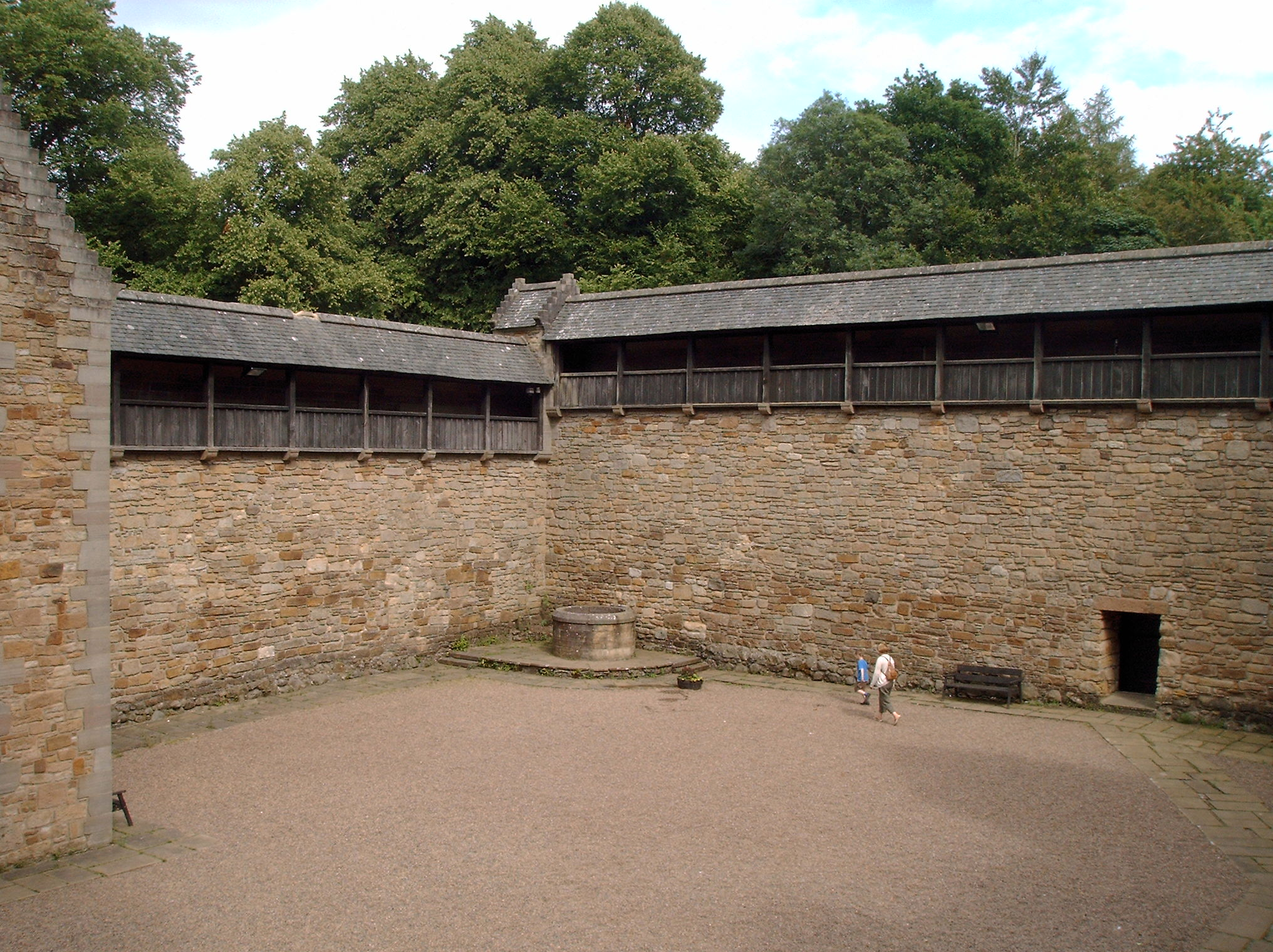
Der hölzerne Wehrgang

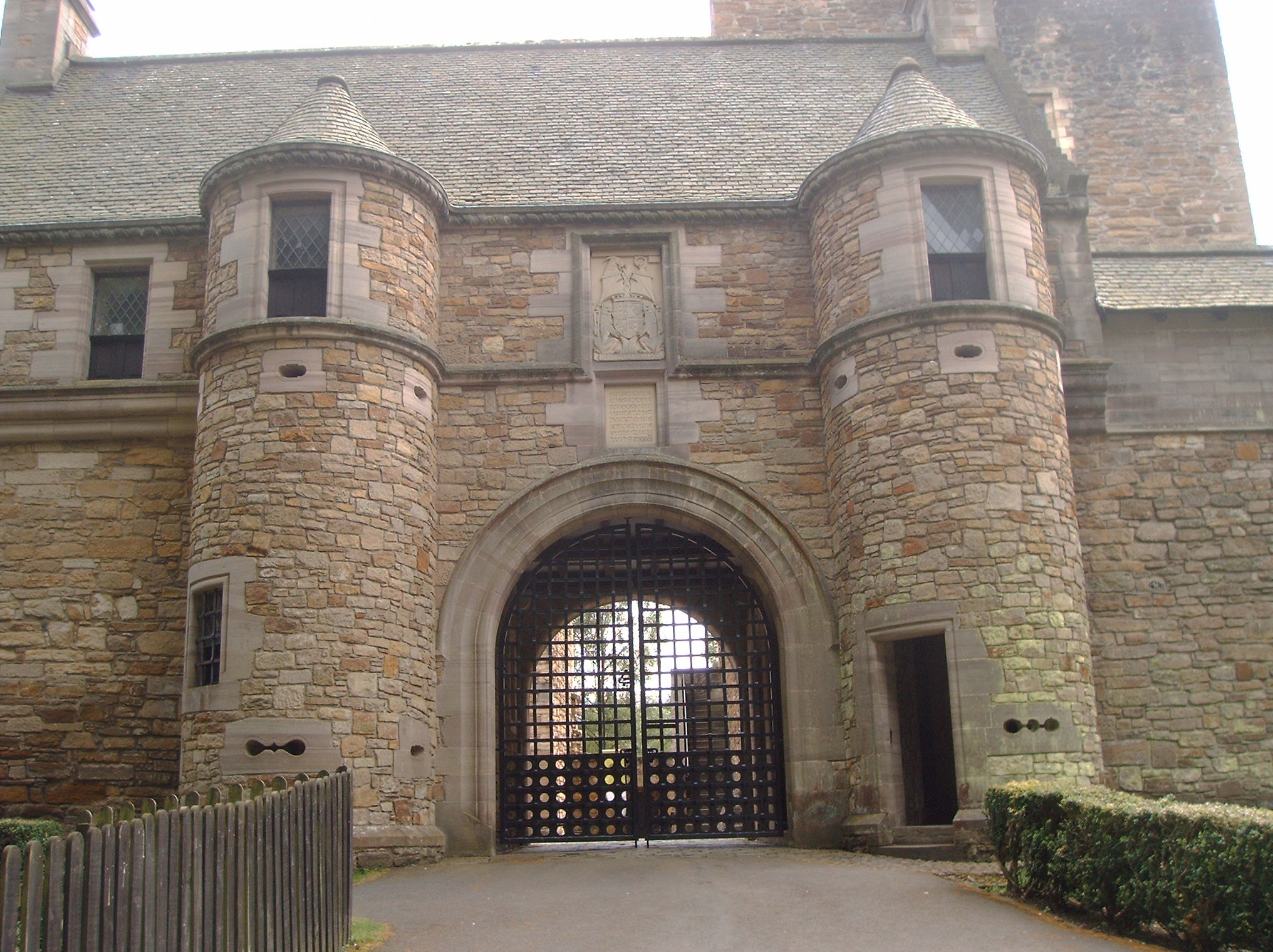
Das Torhaus

Dean Castle (ab ca. 1700 auch Kilmarnock Castle) liegt im Dean Castle Country Park bei Kilmarnock, East Ayrshire, Schottland. Der Name stammt von „The Dean“ ab, einer schottischen Bezeichnung für ein bewaldetes Tal. Die Burg ist der Stammsitz der Familie Boyd. Auch vor der Ernennung zu Baronen war das Oberhaupt der Familie zugleich erblicher Chief des Clan Boyd und damit schon seit Jahrhunderten der Herr von Kilmarnock.
Dean Castle besitzt eine enge Beziehung zu herausragenden Persönlichkeiten und bemerkenswerten Ereignissen der schottischen Geschichte: König Robert I. ‚the Bruce‘ gab der Familie Boyd das Land zum Dank für ihre Dienste in der Schlacht von Bannockburn; König Jakobs III. Schwester Mary heiratete in die Familie ein; einige wichtige Covenanters waren hier inhaftiert; Bonnie Prince Charlies Aufstand wurde von William, 4. Earl of Kilmarnock unterstützt. Robert Burns wurde hier vom damaligen Besitzer, dem Earl of Glencairn, ermutigt, seine Werke zu veröffentlichen.

## Geschichte
Für seine Dienste in der Schlacht von Bannockburn wurde Robert Boyd im Jahr 1316 von König Robert I. mit den Ländereien Kilmarnock und West Kilbride belohnt.

### Der Bergfried
Der Bergfried wurde um 1350 von Thomas Boyd, Sohn des Robert Boyd, errichtet. Vier Stockwerke hoch und mit 2 bis 3 m dicken Wänden diente er hauptsächlich der Verteidigung. Der ursprüngliche Eingang befand sich im ersten Stock. Extrem ungewöhnlich für schottische Burgen dieser Zeit ist das völlige Fehlen von Schießscharten.
Im Erdgeschoss befanden sich zwei Räume: die ursprüngliche Küche für die Bewirtung der Gäste in der darüberliegenden „Great Hall“ sowie das Verlies. Beide als Keller zu betrachtenden Räume konnten nur über eine Leiter vom ersten Stockwerk aus betreten werden.
Das erste Stockwerk beinhaltete die „Great Hall“ genannte große Halle mit hoher Gewölbedecke. Sie diente als Gerichtssaal für die Herren von Kilmarnock; zugleich aber auch für Unterhaltung und Feste, wie eine Spielmannsgalerie zeigt. Anwesende Gäste als auch fahrende Spielleute nutzen die Halle ebenfalls als Schlafsaal.
Ein zweiter, kleinerer Raum diente als Wachstube, die immer mit Soldaten besetzt war. Sowohl der einzige Zugang zum Turm als auch der Zugang zum Verlies über ein Angstloch waren hier zu finden.
Im zweiten Stock befand sich ein großer „Solar“ genannter Raum. Er wurde für private Veranstaltungen genutzt und ließ sich mittels eines Vorhangs in einen Damen- und einen Herrenbereich unterteilen. Jeder der beiden Bereiche besaß eine eigene Feuerstelle. Zudem waren in diesem Stockwerk noch eine kleine private Kapelle sowie eine Frisierzimmer eingerichtet.
Auf der dritten Etage gab es einige kleine Räume, die den Soldaten als Aufenthalts- und Schlafraum dienten. Den größten Teil nahm jedoch ein offener Bereich ein, von dem aus Bogenschützen einen möglichen Angreifer unter Beschuss nehmen konnten.

### Der Palast
Das palastähnliche Gebäude wurde von Robert Boyd, 6. Laird of Kilmarnock, nach seiner Ernennung zum 1. Lord Boyd im Jahr 1454 errichtet, wahrscheinlich kurz nach 1460.
Der Palast wurde hauptsächlich unter dem Aspekt der Bequemlichkeit entworfen. Im Erdgeschoss befand sich die Küche mit einer großen Feuerstelle sowie zusätzlichen Öfen. Der erste Stock beinhaltete nur den riesigen Bankettsaal, während sich im zweiten Stockwerk private Schlafzimmer befanden. Die ursprüngliche Treppe zum ersten Stock lag außerhalb des Gebäudes und war aus Holz, sie wurde später durch einen innen liegenden steinernen Aufgang ersetzt.
Die Verteidigung wurde jedoch nicht völlig ignoriert: Ein Teil des Palastes wurde als Turm geplant und Laigh oder Low Tower genannt, er ist niedriger wie der Bergfried. Der Turm beinhaltete die privaten Räume des Herren von Kilmarnock und besaß zudem überstehende Plattformen für Soldaten. Das gesamte Anwesen wurde zusätzlich mit einer Ringmauer umgeben, im so entstandenen Innenhof waren Ställe, Lagerhallen und die Schmiede untergebracht.

## Die Burg heute
Im Jahr 1735 brach in der Küche des Palastes ein Feuer aus. Es breitete sich schnell aus, zerstörte fast das ganze Gebäude und griff auch auf das Dach des Bergfrieds über. Der Besitzer, William Boyd, 4. Earl of Kilmarnock, hatte zu dieser Zeit jedoch finanzielle Probleme und sah sich außerstande, die Burg zu reparieren. Dean Castle wurde 1746 von Williams Sohn James verkauft und sah zwei Jahrhunderten Vernachlässigung durch wechselnde Besitzer entgegen, auch wenn ein Teil der Nebengebäude weiter genutzt wurde.
Erst Thomas Scott-Ellis, 8. Baron Howard de Walden begann mit der Wiederherstellung der Burg. 1908 wurde der Bergfried fertiggestellt; die Arbeiten am Palast zogen sich bis kurz vor seinem Tod im Jahr 1946 hin. Auch der hölzerne Wehrgang wurde im Zuge dieser Restaurierungen hinzugefügt.
In den Jahren 1935 und 1936 wurde das heute vorzufindende Torhaus errichtet, welches es in dieser Form vorher nicht gegeben hatte.
Es ist ein sorgfältige Kopie eines real existierenden Gebäudes des 16. Jahrhunderts; das Design und die dekorativen, aber funktionalen Schießscharten wurden von Tolquhon Castle kopiert. Die Liebe zum Detail zeigt sich auch in den Fenstern, bei denen eine Hälfte aus bleiverglasten Scheiben und die andere Hälfte aus hölzernen Klappläden besteht.
1975 schenkte John, 9. Baron Howard de Walden, die Burg und das gesamte Anwesen der Bevölkerung von Kilmarnock. Dazu gehörten auch die Waffen- und Rüstungssammlung seines Vaters sowie die Musikinstrumentesammlung seines Großvaters.
Dean Castle und der dazugehörende Country Park werden heute vom East Ayrshire Council verwaltet, die Burg als Museum genutzt. Die Ausstellung der Waffen und Rüstungen ist in der „Great Hall“ im Bergfried zu finden, die Sammlung von Musikinstrumenten wird im „Solar“ präsentiert.
Im Palast sind verschiedene Kunstwerke zu sehen, auch eine große Büste von William Wallace im Erdgeschoss. Der Bankettsaal beinhaltet verschiedene Exponate des East Ayrshire Council, u. a. die Kilmarnock Edition of Robert Burns poetry; im privaten Zimmer des Earl of Kilmarnock im Low Tower ist ein maßstabsgetreues Modell der Burg zu finden.

## Trivia
William Boyd, 4. Earl of Kilmarnock wurde wegen seiner Beteiligung am Zweiten Jakobitenaufstand angeklagt und am 18. August 1746 wegen Hochverrates in London hingerichtet. Legenden berichten, dass nach der Enthauptung sein Kopf in einer Kiste zurück nach Dean Castle gebracht worden sei und sich heute noch im Laigh Tower befinde. Sein Geist gehe seitdem um, was einige „Geisterjäger“ zu intensiven Untersuchungen in der Burg bewegt haben soll.
Die „Robert Burns World Federation“ hat an der Burg eine Plakette zur Erinnerung an die Opfer der Terroranschläge am 11. September 2001 anbringen lassen. Zu lesen ist:
Dedicated to the victims of terrorism in the USA on 11th September 2001 „Man’s Inhumanity to man Makes countless thousands mourn!“ Robert Burns (1759–1796)